# فروافتاده
فروافتاده (انگلیسی: Fallen) فیلمی آمریکایی در سبک مهیج به کارگردانی گرگوری هابلیت است که در سال ۱۹۹۸ منتشر شد.

## موضوع فیلم
کارآگاه جان هابز (دنزل واشینگتن) پس از دستگیری یک قاتل زنجیره‌ای (الیاس کوتیاس) و نظارت بر اعدام او، متوجه می‌شود جنایات او همچنان ادامه دارد. «هابز» بر حسب تصادف درگیر پرونده یک پلیس که سی سال پیش خودکشی کرده می‌شود و از طریق دختر او و کتاب‌هایی که می‌یابد، پی می‌برد که قاتل در واقع فرشته‌ای سقوط کرده است که در جسم انسان‌ها حلول می‌کند.

## بازیگران
- دنزل واشینگتن
- جان گودمن
- دونالد ساترلند
- امبت دیویتس
- جیمز گاندولفینی
- الیاس کوتیاس
- رابرت جوی
- آیدا تورتورو